# Station Großenkneten
Station Großenkneten (Bahnhof Großenkneten) is een spoorwegstation in de Duitse plaats Großenkneten, in de deelstaat Nedersaksen. Het station ligt aan de spoorlijn Oldenburg - Osnabrück. Het station telt twee perronsporen, waarvan één aan een eilandperron. Op het station stoppen alleen treinen van de NordWestBahn.

## Treinverbindingen
De volgende treinserie doet station Großenkneten aan:
| Serie | Treinsoort                      | Route                                                                                            | Bijzonderheden |
| ----- | ------------------------------- | ------------------------------------------------------------------------------------------------ | -------------- |
| RE 18 | Regional-Express (NordWestBahn) | Wilhelmshaven Hbf – Oldenburg (Oldb) Hbf – Großenkneten – Cloppenburg – Bramsche – Osnabrück Hbf |                |